# Obština Drjanovo
Obština Drjanovo (bulharsky Община Дряново) je bulharská jednotka územní samosprávy v Gabrovské oblasti. Leží ve středním Bulharsku, ve středním Předbalkánu. Sídlem obštiny je město Drjanovo, kromě něj zahrnuje obština 62 vesnic. Žije zde přibližně 9 600 stálých obyvatel.

## Sídla
| - Balaleja - Balvancite - Banari - Bilkini - Bučukovci - Careva Livada - Čukovo - Denčevci - Dlăgňa - Dobrenite - Doča - Dolni Dragojča - Dolni Vărpišta - Drjanovo (sídlo správy) - Durča - Džurovci - Elencite - Gančovec - Gărňa - Geňa - Geša | - Gluška - Golemi Bălgareni - Gorni Dragojča - Gorni Vărpišta - Gostilica - Gozdejka - Ignatovci - Iskra - Jantra - Kalomen - Karaivanca - Katrandžii - Kărtipăňa - Kereka - Kosarka - Kosilka - Krănča - Kuklja - Kumanite - Malki Bălgareni - Manoja | - Mucja - Nejčovci - Părša - Pejna - Petkovci - Plačka - Radančeto - Radovci - Riťa - Ruňa - Rusinovci - Salasuka - Sjarovci - Skalsko - Slavejkovo - Sokolovo - Stanča - Sucholoevci - Šušňa - Turkinča - Zaja |

## Sousední obštiny
| Růžice kompasu |          |                  | Veliko Tărnovo | Růžice kompasu |
| Růžice kompasu | Sevlievo | Sever            |                | Růžice kompasu |
| Růžice kompasu | Sevlievo | Obština Drjanovo |                | Růžice kompasu |
| Růžice kompasu | Sevlievo | Jih              |                | Růžice kompasu |
| Růžice kompasu | Gabrovo  | Trjavna          |                | Růžice kompasu |

## Obyvatelstvo
V obštině žije 9 112 obyvatel a je zde trvale hlášeno 8 796 obyvatel. Podle sčítání 7. září 2021 bylo národnostní složení následující:
- Bulhaři: 89 394 (93.5 %)
- Turci: 4 723 (4.9 %)
- Romové: 792 (0.8 %)
- ostatní: 735 (0.8 %)

V období 2011 až 2021 v obštině ubylo 2 035 obyvatel.